# 向日市立西ノ岡中学校
向日市立西ノ岡中学校（むこうしりつ にしのおかちゅうがっこう）は、京都府向日市物集女町吉田にある市立中学校。

## 概要
第四乙訓中学校として向日市で2番目に開校した中学校である。向日市北部に位置する。
読書に力を入れており平成26年4月23日には文部科学大臣から表彰された。また、水泳部が強化クラブとして指定されている。

## 沿革
- 1975年4月 - 乙訓中学校事務組合立第四乙訓中学校を新設
- 1976年2月 - 体育館竣工
- 1977年3月 - 本館・校務員室竣工
- 1982年3月 - 乙訓中学校事務組合解散。4月1日より向日市立西ノ岡中学校へ改称
- 1986年3月 - 本館を増築
- 1987年3月 - 特別教室棟竣工
- 1991年9月 - コンピューター教室設置
- 1994年8月 - プール竣工
- 2013年2月 - 体育館改修工事終了

## 交通
- 阪急京都本線洛西口駅下車徒歩15分
- JR京都線桂川駅下車 徒歩20分
- ヤサカバス第6系統 北ノ口下車 徒歩4分

## 通学区域が隣接している学校
- 向日市立勝山中学校
- 向日市立寺戸中学校
- 京都市立桂川中学校
- 京都市立樫原中学校
- 京都市立洛西中学校
- 京都市立洛西陵明小中学校
- 京都市立大原野中学校